# یوبوشینک
یوبوشینک (به چکی: Ubušínek) یک منطقهٔ مسکونی در جمهوری چک است که در Žďár nad Sázavou District واقع شده‌است.

## خصوصیات
یوبوشینک ۲٫۷۷ کیلومترمربع مساحت و ۹۹ نفر جمعیت دارد و ۶۰۰ متر بالاتر از سطح دریا واقع شده‌است.